# Cobra Strike II
Cobra Strike II: Y, Y+B, X+Y <hold> ← är det andra albumet av Bucketheads sidoprojekt Cobra Strike. Utöver Buckethead och DJ Disk, har detta album en helt annorlunda uppsättning musiker.

## Låtlista
- "Desert" 0:09
- "False Radien Cross" 4:17
- "Poison Wind" 2:33
- "Hellchop to Blind Claw" 1:53
- "The Funeral" 3:35
- "Beware of the Holding Funnel" 5:30
- "Traitors Gate" 5:52
- "Moonflake" 2:43
- "First Master" 2:11
- "Splinter Pool" 4:37
- "Notorious Swade" 3:37
- "Blood Scroll" 7:52
- "Yoshimitsu's Den" 4:03
- "Cobra Cartilage" 1:50
- "Slap to Branding Nunchuka" 3:06
- "Spider Crawl" 2:22

## Lista över medverkande
- Cobra Strike:
  - Buckethead - gitarr
  - SHePz - Bas
  - Gonervill - beats
  - O.P. Original Princess - röst
  - P-Sticks - beats

- Inspelad vid TDRS Music och Buckethead's Coop
- Producerad av Travis Dickerson och Buckethead